# الحائر (سجن)
سجن الحائر ويطلق عليه بالعادة بـ«الحاير»، سجن أمني، تشرف عليه المباحث العامة السعودية، جزء من السجن جنائي، والجزء الآخر خاص بالأمن السياسي، يقع السجن على بعد 29 كيلومتر إلى الجنوب من وسط العاصمة الرياض ويعتبر أكبر سجن متعلق بالأمن السياسي في السعودية، افتتح في عام 1983، وهو مختص بقضايا الإرهاب وأمن الدولة.

## السجناء
كانت إصلاحية الحائر السياسية مكان احتجاز عدد من معتقلي قضايا الرأي العام، ووُصف بعض معتقليه بأنهم سجناء رأي، ومعظم نزلائه من الجهاديين.
| - حمزة كاشغري - خالد الجهني - سعيد بن زعير | - د. سلمان العودة - عبد الرحمن اللاحم - د. عبد الله الحامد | - علي الدميني - د. متروك الفالح - محمد البجادي | - د. محمد العبد الكريم - محمد الودعاني |

## حريق 2003
في 15 سبتمبر 2003 اشتعل حريق في العنبر 19 من سجن الحائر المخصص للأحداث الموقوفين بقضايا جنائية مثل السرقة والمخدرات والذي كان يبلغ عدد نزلائه 170 سجينا. توفي منهم 69 وأصيب 21 آخرون. شُكّلت لجنة فورية للتحقيق في الحادث وفي أبريل 2004 صدرت نتائجها باتهام أحد النزلاء بالتسبب في إشعال الحريق وتقرر إحالته للإدعاء العام وصرف تعويض فوري لأسرة كل ضحية بمقدار 100 ألف ريال.
في 7 نوفمبر 2008 أعلنت وزارة الداخلية إعدام المتهم تعزيرا بعد أن اعترف وأدانته المحكمة العامة بالرياض.

## اتهام بالتعذيب وسوء المعاملة
في 18 أبريل 2007 نُشرت على الإنترنت مقاطع فيديو مصورة بالهاتف النقال تظهر حارسًا في السجن وهو يضرب سجناء بعصى بلاستيكية، فبثتها قناة الجزيرة الفضائية. فتحت إدارة السجن بعد ظهور المقطع تحقيقا مع الحارسين ومع الذي صوّر الحادثة وأعلنت السلطات لاحقا أنها قررت عقاب الحارسين الذين ظهرا في المقطع بوقف الحارس الذي ضرب السجناء عن العمل شهرا ووقف الآخر الذي لم يتدخل لوقف الضرب عشرين يومًا.
في نفس الشهر نشرت هيومن رايتس ووتش شهادات قالت أنها لمعتقلين التقت بهم في سجن الحائر شهدوا على موت سجناء بسبب سوء الرعاية الطبية والتعذيب؛ وفي ديسمبر 2011 نشرت جمعية الحقوق المدنية والسياسية في السعودية -وهي غير مرخصة وتم حلها في 2013- تقريرا قالت فيه أن قوات مكافحة الشغب ضربت أفراد أسرة أحد المعتقلين وكسرت يد والدته بعد أن أصروا على البقاء في غرفة الزيارة إلى أن يسمح لهم بمقابلة مسؤولي السجن لطلب نقله.

## اضطرابات وشغب في سجن الحائر 2012
في يوليو 2012 حصلت اضطراب وأحداث شغب من قبل المعتقلين الجهاديين، وتدخلت هيئة التحقيق والإدعاء العام   لمراقبة إجراءات التعامل مع المتسببين والتحقيق معهم وحصر التلفيات.

## تفجير الحائر 2015
حدث في 16 يوليو 2015 الموافق 29 رمضان 1436هـ، قام شخص يُدعى عبد الله فهد عبد الله الرشيد بقتل خاله العقيد في الشرطة السعودية ثم محاولة قتل خالته، ثم أَخَذَ سيارة خاله ونَصَب فيها المُتفجِّرات. عند استيقافه من قبل الشرطة في نقطة تفتيش قرب سجن الحائر، قام القاتل بتفجير سيارته فقَتَل نفسه، وجَرَح اثنين من رجال الشرطة، حالتهما مُستقرَّة. وفي بيان نشر على الإنترنت أعلن تنظيم الدولة الإسلامية مسؤوليته عن قتل العقيد وعن تفجير السيارة واصفا إياها بأنها «عملية مزدوجة». وقال البيان «وليعلم أسرى المسلمين في (سجن) الحائر وفي كل مكان أننا لن نكل ولن نمل حتى نفك أسرهم بإذن الله».

## إعدامات سجن الحائر 2016
وفي مؤتمر صحفي مشترك بين المتحدث الرسمي باسم وزارة العدل السعودية والمتحدث باسم وزارة الداخلية السعودية قالوا فيه إن تنفيذ أحكام الإعدام في يناير 2016 ضد مدانين في قضايا تتعلق بالإرهاب وأمن الدولة تم داخل السجون وساحاتها ومن بينها سجن الحائر.

## اتهامات
أدى منع إدارات السجون في السعودية الصحفيين من الاطلاع على حقيقة الوضع في وقتٍ سابق لتسرب عدد من الأحاديث والأقوال إلى وسائل إعلام ومنظمات حقوقية خارج المملكة عن وقوع انتهاكات لحقوق الإنسان داخل السجون السعودية، سرعان ما تحولت إلى اتهامات وانتقادات لسياسة السعودية تجاه حقوق الإنسان، الأمر الذي دفع بالسلطات السعودية لنفي تلك الاتهامات، مؤكدة أنها تراعي في جميع إجراءاتها وأنظمتها وتطبيقاتها المعايير الوطنية والدولية لحقوق الإنسان، كما شرعت أبواب سجونها، وخصوصًا سجني الحاير وذهبان باختصاصهما في قضايا التطرف وأمن الدولة والإرهاب، أمام وسائل الإعلام والهيئات الحقوقية، وأتاحت عددًا من الزيارات الميدانية لإعلاميين وحقوقيين ومثقفين على المستوى المحلي والدولي، لنقل الصورة الحقيقية داخل السجون، كما اطلع المقرر الأممي لحقوق الإنسان ومكافحة الإرهاب بن إيمرسون على الإجراءات المتبعة خصوصا في سجني الحاير وذهبان خلال زيارته لهما في العام 2017، واصفا ظروف الاحتجاز في سجون المباحث بأنها بين الأفضل عالميًا.

## خدمات السجن

### الإدارات الحكومية
يوجد في السجن مكاتب للإدارات الحكومية ومنها: وزارة العدل، والأحوال المدنية، ووزارة الخارجية، ووزارة التعليم، ووزارة العمل والتنمية الاجتماعية، ومكتب لجمعيات حقوق الإنسان الأهلية والرسمية.

### البيت العائلي
عبارة عن أجنحة فندقية مخصصة لاستقبال عائلات النزلاء ويقضي فيها النزيل من يوم إلى ثلاثة أيام مع أسرته. يحتوي البيت العائلي على مطعم، وكوفي شوب، وبهو يتوسطه استقبال، ووتوفر حدائق صغيرة بها ألعاب أطفال، وخدمات غسيل، وبقية المنافع الضرورية.

### المشتل
يتم فيه بناء الغرف التاريخية من قبل النزلاء وممارسة بعض المهن مثل: النجارة، إضافةً إلى التدرب على الفلاحة والزراعة.

### المستشفى
يتوفر في الحائر مستشفى بسعة 200 سرير يضم مختلف التخصصات الطبية.